# كوني كيلي
كوني كيلي (بالإنجليزية: Connie Kelly)‏ هو لاعب قذف أيرلندي، ولد في 1949 في Cloughduv ‏ في جمهورية أيرلندا.